# Normas de Castellón

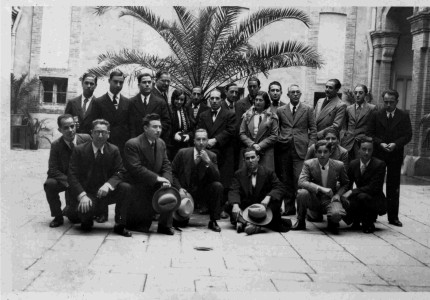
Asamblea de maestros valencianos realizada en Castellón poco después de que se firmaran las normas. Entre otros aparecen dos de sus principales impulsores Gaietà Huguet y Carles Salvador.

Las Normas de Castellón, oficialmente Bases para la unificación de la ortografía valenciana (en valenciano: Normes de Castelló, Bases per a la unificació de l'ortografia valenciana o Normes del 32 ), son unas normas ortográficas que siguen básicamente las normas fabrianas, adaptadas al valenciano. Son las normas que han seguido la inmensa mayoría de los autores y de las publicaciones en valenciano (incluido el Diario Oficial de la Generalidad Valenciana) desde su aprobación en 1932 y la Academia Valenciana de la Lengua, creada en 1998, las utilizó como la principal referencia para establecer la normativa oficial del valenciano actualmente vigente. 
A principios del siglo XX, el valenciano se encontraba en una situación de «anarquía ortográfica» que dificultaba el crecimiento de su prestigio social frente a un castellano hegemónico como lengua de cultura. Esto llevó a que entidades culturales y autores valencianos adoptaran la gramática fabriana propuesta en 1913 y aceptada por el IEC en 1917. Pero no es hasta 1930-1932, cuando se produjo un consenso mayoritario para aceptar estas normas, adaptándolas a las particularidades valencianas. Se acordaron en Castellón de la Plana el 2 de diciembre de 1932, aunque el documento en que pusieron su firma los escritores y representantes de las entidades valencianas lleva la fecha del 21 de diciembre.
El impulso principal para hacer las normas se dio gracias a la intervención de la Sociedad Castellonense de Cultura, siendo redactadas por Lluís Revest y Carles Salvador. Las Normas de Castellón fueron recibidas con gran aceptación por parte de los literatos valencianos, fruto del consenso que tejen Gaietà Huguet y Adolf Pizcueta.
En cierta manera, las normas encuentran un compromiso en el sentido de que respetan la esencia y el estilo de las normas fabrianas, pero permiten el uso de la idiosincrasia del valenciano. El valenciano escrito estándar actual sigue estas normas, pero es importante decir que algunas palabras que se consideran no ortográficas hoy en día (p.e. atre por altre) se permitían en las bases originales de Castellón, aunque se trate de casos excepcionales. De manera inversa, algunas palabras aceptadas por la Academia Valenciana de la Lengua actualmente, no están en el espíritu de la norma.
Según el historiador y filólogo Josep Daniel Climent, «la importancia de este acuerdo fue trascendental para la consolidación y dignificación del valenciano durante el siglo XX, tanto es así que podemos afirmar, sin exagerar, que las Normas de Castellón representan uno de los acontecimientos más significativos de la historia de la lengua de los valencianos, y sin duda uno de los más relevantes de todo el siglo XX».

## Antecedentes

### SiglosXValXVIII
El antecedente más remoto de las Normas de Castelló se sitúa a finales del siglo XV con la publicación del opúsculo de mossèn Fenollar Les Regles d'esquivar vocables o mots grossers o pagesívols, «considerada como una de las primeras obras defensoras del purismo lingüístico y de un modelo de lengua moderno y culto», y que fue contestada por Jaume Gassull con La brama dels llauradors de l'horta de València, contra lo venerable mossén Bernat Fenollar. Habrá que esperar al siglo XVIII para encontrar de nuevo autores preocupados por el mantenimiento del valenciano y más concretamente por las cuestiones ortográficas, entre los que destacó Carles Ros Hebrera (Practica de Orthographía, para los dos idiomas castellano y valenciano, 1732; Tratat de adages y refranys valencians, y pràctica pera escriure ab perfecció la lengua valenciana, 1733).

### SigloXIX: la Renaixença

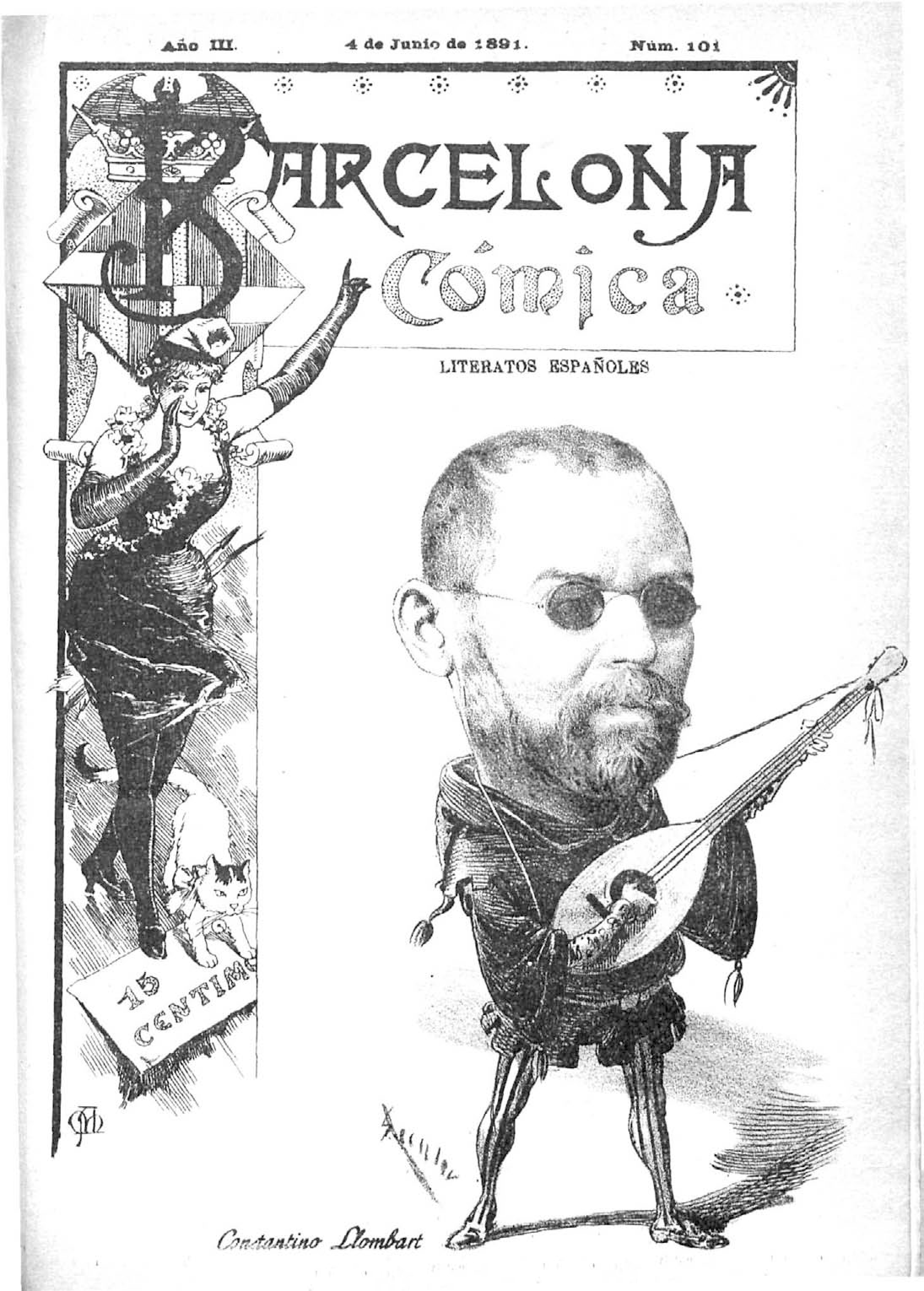
Caricatura de Constantí Llombart vestido de trovador, obra de Ramón Escaler, aparecida en la revista Barcelona Cómica el 4 de junio de 1891.

Durante la Renaixença el autor que mostró una mayor preocupación por la dignidad de la lengua fue Constantí Llombart, fundador en 1878 de la sociedad Lo Rat Penat. En el terreno estrictamente lingüístico su principal aportación fue su Ensayo de ortografía lemosina-Valenciana (lengua lemosina era el término utilizado por Llombart, y por otros autores de la Renaixença, para referirse al conjunto de la lengua catalana) que pretendía acabar con la anarquía ortográfica y gramatical existente entre los escritores valencianos de la época y asimismo «establecer algunas bases y proporcionar con su estudio a los valencianos... determinadas reglas, por las cuales se pueda paulatinamente aprender y practicar las más rudimentarias nociones gramaticales, llegando por este medio a leer y escribir metódicamente su lengua». Sin embargo, su idea de crear una Academia de les lletres llemosines, que habría de encargarse de la redacción de una Gramàtica  y de un Diccionari llemosino-valencià, no llegó nunca a materializarse, entre otras razones por su muerte prematura a los 44 años. Pero la razón principal del fracaso de las iniciativas de Llombart fue que «la sociedad valenciana del momento no estaba preparada ni suficientemente interesada en la recuperación del valenciano, y los hombres de letras de la época, o bien se encontraban muy a gusto con un modelo de lengua absolutamente castellanizado, "el valencià que ara es parla" ['el valenciano que ahora se habla'], como lo hacían autores como Josep M. Bonilla o Josep Bernat i Baldoví..., o con el castellano encontraban plenamente satisfechas sus necesidades e inquietudes expresivas».
El conservador Teodor Llorente, figura central de la Renaixença valenciana, también se mostró preocupado por la inexistencia de una gramática y de un diccionario («una buena gramática y un léxico son elementos indispensables para la formación o la restauración de un idioma literario», escribió) pero, a diferencia de Llombart, no tomó ninguna iniciativa concreta como le reconoció en 1907 a Antoni Maria Alcover, que le había pedido su colaboración, y la de otros escritores valencianos, para su proyecto de un Diccionari Català-Valencià-Balear. «Verdad es que, aunque hace ya medio siglo que cultivamos aquí la poesía valenciana, el estudio serio y profundo de la lengua lo tenemos muy abandonado. No hay gramática valenciana; no hay tampoco diccionario», le escribió Llorente. De todas formas, «a pesar de la situación sociolingüística existente, de avance implacable del proceso de castellanización, e incluso, luchando contra este proceso, la Renaixença valenciana consiguió despertar un verdadero interés por el valenciano entre un sector de la sociedad valenciana, lo que propició un mayor uso en el ámbito literario y social», ha señalado Josep Daniel Climent.

### Primer tercio delsigloXX: la normativa fabriana y las Normas de 1914 del padre Fullana
Dos acontecimientos que tuvieron lugar en Cataluña la primera década del siglo XX acentuaron el interés, ya ampliamente sentido, por la codificación ortográfica y gramatical de la lengua propia. El primero fue la celebración en 1906 del Primer Congreso Internacional de la Lengua Catalana, al que asistieron Teodor Llorente, uno de los presidentes honorarios, y el padre Lluís Fullana i Mira, que presentó una comunicación titulada «Ullada general sobre la morfologia catalana». No es casualidad que al año siguiente la Asamblea Regionalista Valenciana convocada por la entidad valencianista Valencia Nova se ocupara de la cuestión lingüística. Entre sus conclusiones se encontraba la conveniencia de crear un Diccionario enciclopédico de la «llengua valenciana» y de estudiar «les maneres pràctiques i promtes de vulgaritzar l'ortografia valenciana» ('las formas prácticas y rápidas de vulgarizar la ortografía valenciana').

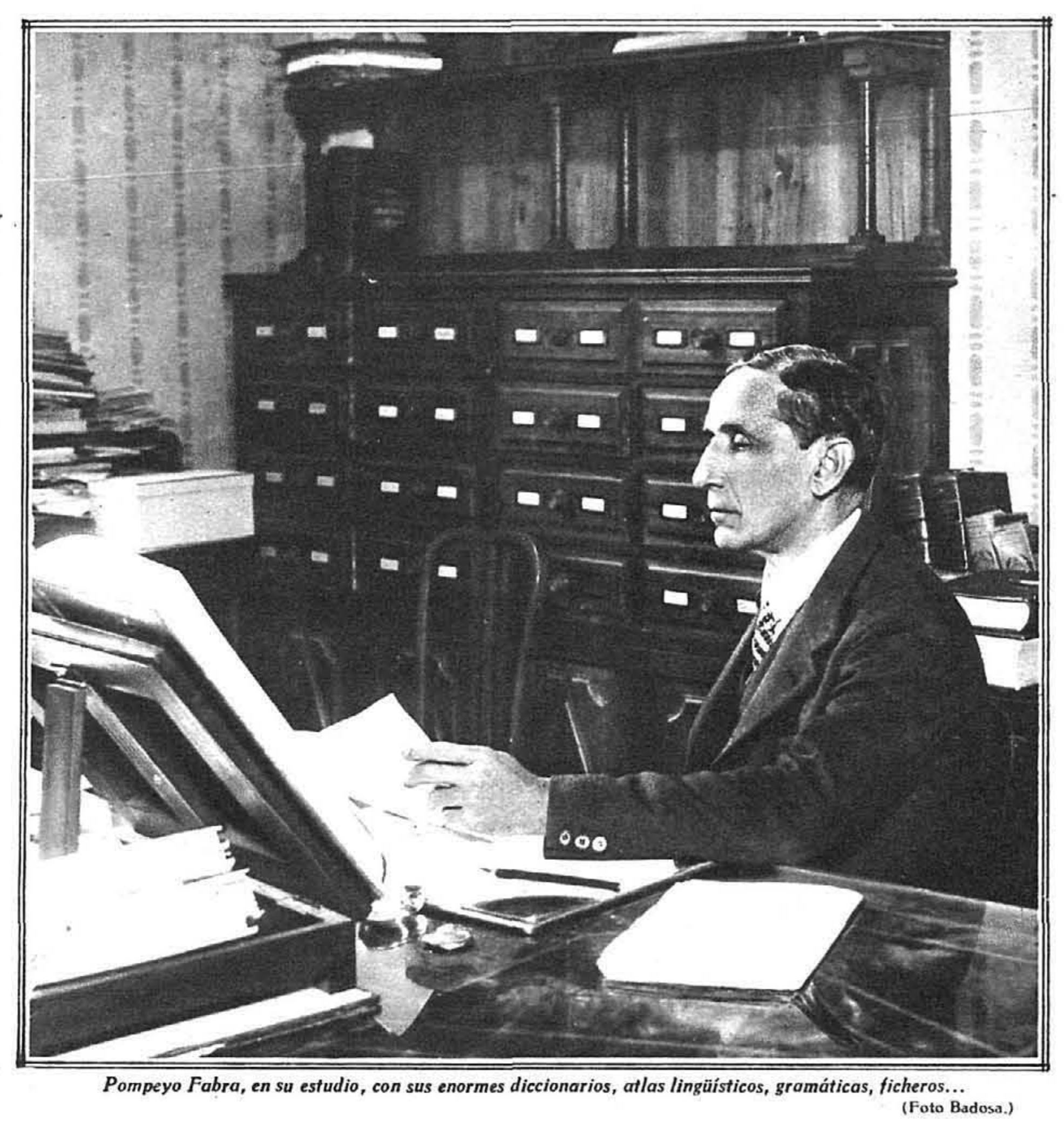
Pompeu Fabra en su estudio en 1928. La normativa ortográfica propuesta por él y aprobada por el Institut d'Estudis Catalans constituyó el punto de partida para las Normas de Castellón, manteniendo así la unidad de la lengua hablada por catalanes, valencianos y mallorquines.

Mucha mayor trascendencia tuvo el segundo acontecimiento: la creación en 1907 del Institut d'Estudis Catalans (IEC), cuya sección de Filologia, presidida por el mallorquín Antoni Maria Alcover, aprobó en enero de 1913 unas Normas Ortográficas, tras dos años de estudio y debate a partir de la propuesta de Pompeu Fabra. En el Preámbul redactado por Pere Coromines se decía que el objetivo era conseguir «una llengua igualment usada per tots el pobles de llengua catalana». La reacción de los escritores y de las entidades culturales valencianas fue, en general, bastante positiva, especialmente por parte de Lo Rat Penat que al mes siguiente acordaba la creación de una ponencia que estudiara y revisara las normas ortográficas del IEC y formulara una propuesta para su aprobación por la asamblea general de la entidad. Finalmente se encargó oficialmente al padre Fullana —el más competente estudioso del valenciano del momento, aunque de formación autodidacta— que presentara un «proyecto de norma de ortografía valenciana».

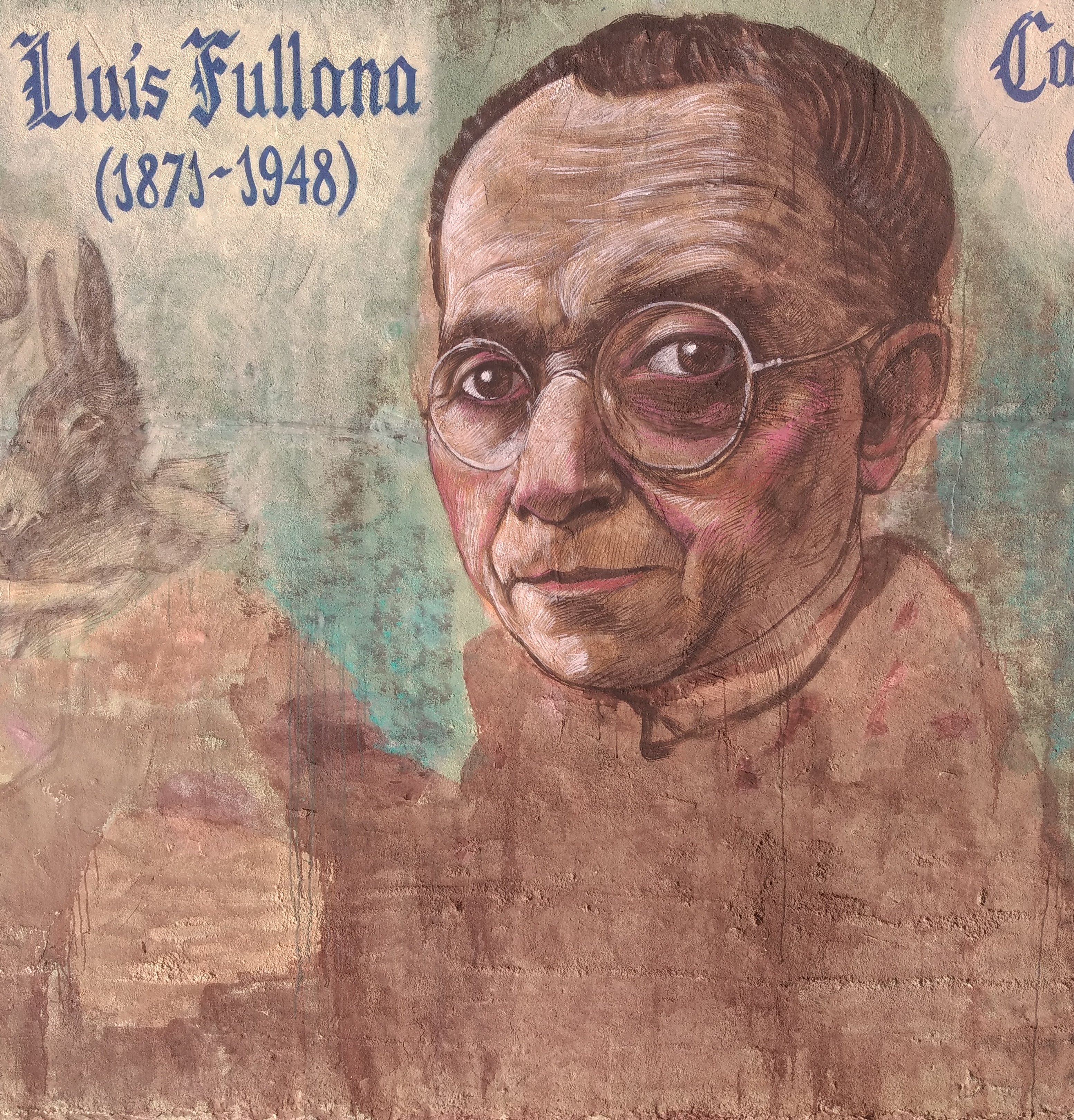
Retrato del padre Lluís Fullana i Mira realizado por Toni Espinar en su Mural Literari de Muro de Alcoy (2016-2018). Fullana elaboró una normas ortográficas lo más alejadas posible de la normativa fabriana y que serán conocidas como las Normas de 1914. Constituyeron un rotundo fracaso, a pesar de haber sido refrendadas por Lo Rat Penat y apoyadas por el Centre de Cultura Valenciana, ya que prácticamente ningún autor ni publicación las siguió.

Fullana se había mostrado a favor de las normas del IEC y había considerado que se podía unificar la ortografía en la mayoría de los casos. Por eso causó una gran sorpresa, especialmente entre los sectores valencianistas, el Proyecte de normes ortogràfiques de la llengua valenciana publicado por el Diario de Valencia el 27 de abril de 1914, ya que se alejaba tanto como había podido de las normas aprobadas por el IEC. Un mes después eran refrendadas por la asamblea general de Lo Rat Penat que las asumió como propias. La explicación del cambio radical de Fullana, según Josep Daniel Climent, «lo encontramos en el clima político de la Valencia de entonces, con un creciente enfrentamiento entre la Joventut Valencianista, organización con unos planteamientos nacionalistas, y los conservadores regionalistas de Lo Rat Penat». De hecho los jóvenes valencianistas boicotearon los Jocs Florals de 1915, lanzaron ataques contra los dirigentes ratpenatistas desde la revista Pàtria Nova y reclamaron «una llengua escrita única» para Valencia, Cataluña, Mallorca, Rosellón, etc. En el opúsculo El Centre de Cultura Valenciana (1915) Miquel Duran afirmó que «la llengua catalana és una. I unes deuen ser les seues normes ortogràfiques» ('la lengua catalana es una. Y unas deben ser sus normas ortográficas').
Las Normas de 1914, como también serán conocidas las elaboradas por el padre Fullana y refrendadas por Lo Rat Penat, fueron apoyadas por el recién creado Centre de Cultura Valenciana, entidad dependiente de la Diputación Provincial de Valencia, que se hizo cargo de la publicación al año siguiente de la Gramàtica Elemental de la Llengua Valenciana de Fullana que incluía las normas y que además consiguió que la Universidad de Valencia creara una cátedra de valenciano para él. Sin embargo, las Normas de 1914 constituyeron un estrepitoso fracaso ya que no fueron seguidas por prácticamente ningún escritor valenciano (de hecho a las clases de Fullana en la Universidad asistieron muy pocos alumnos hasta que en 1928 se suspendieron al no haberse matriculado ninguno). La razón principal del fracaso fue que «la mayoría de los autores valencianos estaban muy lejos de aceptar una normativa que, de entrada, rechazaba cualquier relación con la aprobada en Cataluña, conscientes como eran de que la adopción de una ortografía alejada de la catalana significaba el definitivo aislamiento del resto del dominio lingüístico», y de que se abandonaba «el consenso alcanzado durante la Renaixença del reconocimiento de la unidad de la lengua catalana», ha señalado Josep Daniel Climent. El rechazo más rotundo a las Normas de 1914 se produjo con la publicación en 1918 de la Gramàtica Valenciana (Nocions Elementals). Per a les Escoles de Primeres Lletres de Bernat Ortín Benedito, «el primer manual escolar para la enseñanza del valenciano que incorporaba las propuestas gramaticales del Institut d'Estudis Catalans».

## El proceso que llevó al acuerdo (1930-1932)
La caída de la Dictadura de Primo de Rivera a finales de enero de 1930 abrió un periodo de expectativas de cambio político en España que en Valencia se tradujo, entre otras cosas, en un renacimiento de las iniciativas en favor del valenciano. Una de ellas fue la campaña Vers la creació d'una Acadèmia de la llengua ('Hacia la creación de una Academia de la lengua') promovida por la revista Acció Valenciana, nacida el 15 de abril como una publicación de la agrupación universitaria Acció Cultural Valenciana integrada por jóvenes estudiantes como Felip Mateu i Llopis, su primer director, Emili Gómez Nadal, Manuel Sanchis Guarner o Joan Beneyto, y que desde finales de 1930 estuvo presidida por Nicolau Primitiu Gómez Serrano. La campaña consistía en una serie de entrevistas a diversas personalidades de todo el dominio lingüístico (Teodor Llorente i Falcó, Lluís Fullana i Mira, Antoni Maria Alcover, Josep Sanchis Sivera, Lluís Revest, Nicolau d'Olwer, Pompeu Fabra y Jaume Bofill i Mates) cuyas opiniones sobre la propuesta fueron publicándose en los diferentes números de la revista. El debate sobre la Academia quedaba planteado y también la urgente necesidad de adoptar una ortografía unitaria que pusiera fin a la «anarquía» que todavía pervivía entre los escritores y las publicaciones valencianas.

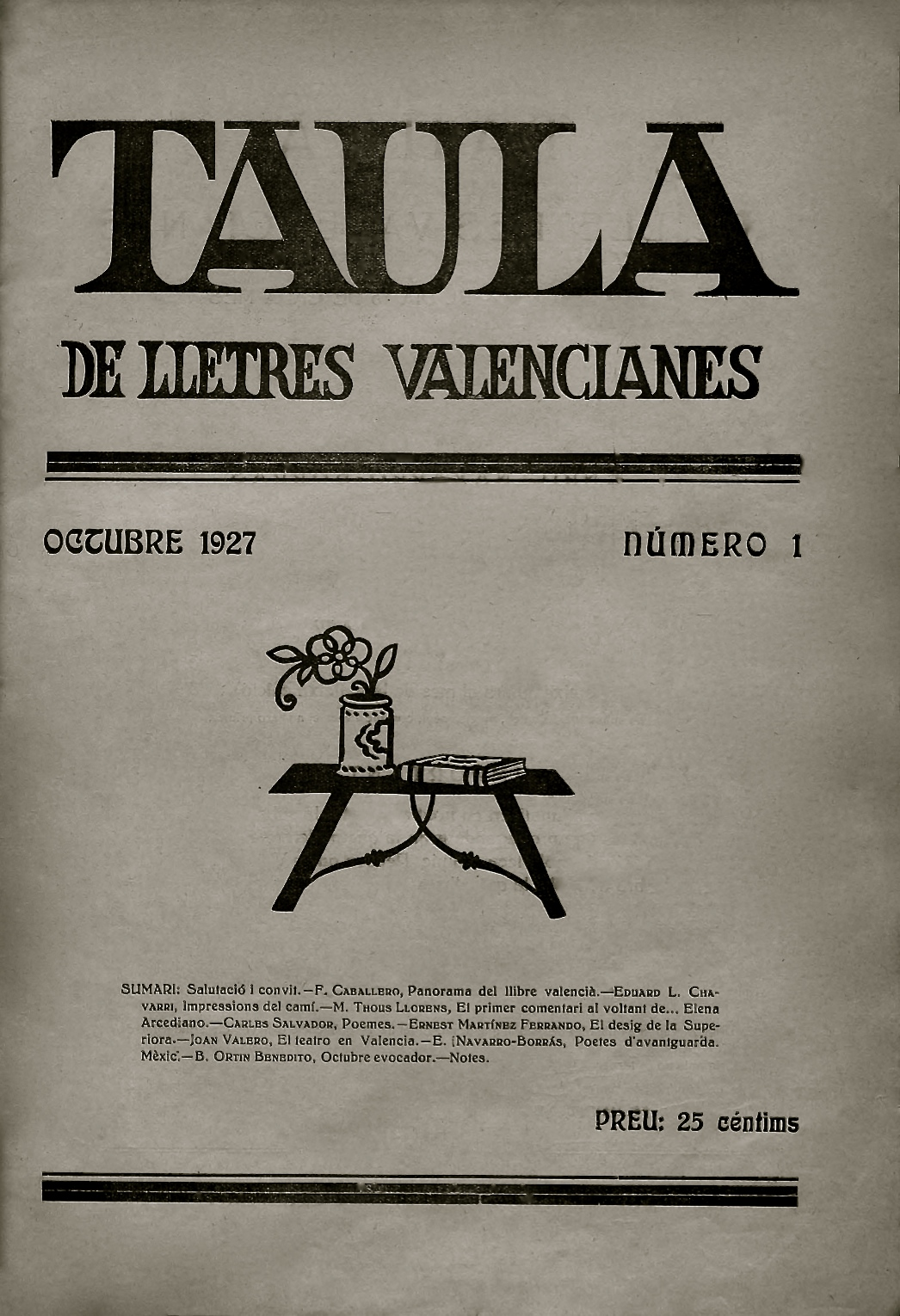
Portada del primer número de la revista Taula de Lletres Valencianes (octubre de 1927), que en julio de 1930 hizo un llamamiento para el establecimiento de unas normas ortográficas consensuadas, dando nacimiento así al proceso que culminaría con la aprobación de las Normas de Castellón en diciembre de 1932.

En la cuestión de la codificación ortográfica la iniciativa la tomó la revista Taula de Lletres Valencianes, fundada en octubre de 1927 (en plena Dictadura de Primo de Rivera) y dirigida por Adolf Pizcueta (hasta agosto de 1930 en que pasaría a dirigir Avant). Entre sus colaboradores se encontraban Carles Salvador, Enric Navarro i Borràs, Eduard Martínez Ferrando y Francesc Caballero Muñoz. En julio de 1930 publicó un editorial titulado «Als escriptors valencians i a les publicacions valencianes» en el que se hacía un llamamiento para «el establecimiento de unas normas fijas que dejen fuera del gusto o del capricho personal las formas gráficas del valenciano... y que den la sensación al lector de que el valenciano es una lengua ordenada, coherente y apta». Para lograrlo se proponía la vía del acuerdo entre los escritores y las instituciones valencianas a través de las revistas valencianas del momento que nombrarían unos representantes y entre todos elaborarían una propuesta. La respuesta fue inmediata y las publicaciones más importantes se adhirieron a la iniciativa (Acció Valenciana, Butlletí de la Societat Castellonenca de Cultura y Avant, entre otras; también apoyaron el llamamiento de Taula los diarios conservadores Diario de Valencia y Las Provincias, este último por medio de los artículos escritos, en castellano, por su director Teodor Llorente i Falcó, con el seudónimo de Jordi de Fenollar), pero la dirección de la revista decidió aplazarla a la espera de alcanzar el mayor consenso posible (instituciones como Lo Rat Penat la había acogido con indiferencia y había sido criticada por parte de los partidarios de aplicar directamente la normativa fabriana aprobada por el Institut d'Estudis Catalans).

Cabecera de la revista El Camí que desempeñó un papel que resultó crucial para alcanzar el acuerdo que se plasmó en las Normas de Castellón.

La iniciativa de Taula la retomó la Societat Castellonenca de Cultura a finales de 1931 publicando en su Butlletí un nuevo llamamiento firmado por su presidente Salvador Guinot Vilar. Que el centro de la propuesta se hubiera desplazado de Valencia a Castellón de la Plana obedeció a un planteamiento táctico elaborado conjuntamente por Adolf Pizcueta y el castellonense Gaietà Huguet al considerar que en Valencia «estaba exacerbado el problema». La nueva iniciativa encontró el apoyo, que resultaría crucial, por parte de la nueva revista El Camí cuyo primer número salió a la calle el 5 de marzo de 1932 y que vino a cubrir el hueco dejado por Taula de Lletres Valencianes, Acció Valenciana y Avant, desaparecidas en aquel momento. De hecho sus colaboradores lo habían sido anteriormente de estas tres publicaciones.
A principios de octubre de 1932 Adolf Pizcueta, entonces miembro del equipo directivo de El Camí, le propuso a Gaietà Huguet que la Societat Castellonenca de Cultura se encargara de elaborar las bases normativas, y así lo acordó la entidad el 15 de octubre nombrando unos ponentes que debían estudiar y presentar a la aprobación de la Sociedad «unas bases razonadas» para la confección» de un vocabulario ortográfico y de una gramática. Lluís Revest, que en abril de 1930 había publicado La llengua valenciana. Notes per al seu estudi i conreu gracias al mecenazgo de Gaietà Huguet, fue quien las redactó, con la colaboración de Carles Salvador, siendo aprobadas sin problemas por la ponencia el sábado 12 de noviembre de 1932. Así se lo comunicó ese mismo día Gaietà Huguet a Adolf Pizcueta, añadiendo que los asistentes habían «enfundado las espadas desde el primer momento» porque consideraban que más que el perfeccionamiento técnico de las normas, lo más importante era conseguir un elevado grado de consenso, y así alcanzar «la mayor difusión posible con la adhesión de todos o de casi todos los escritores».

## El acuerdo: las Normas de Castellón

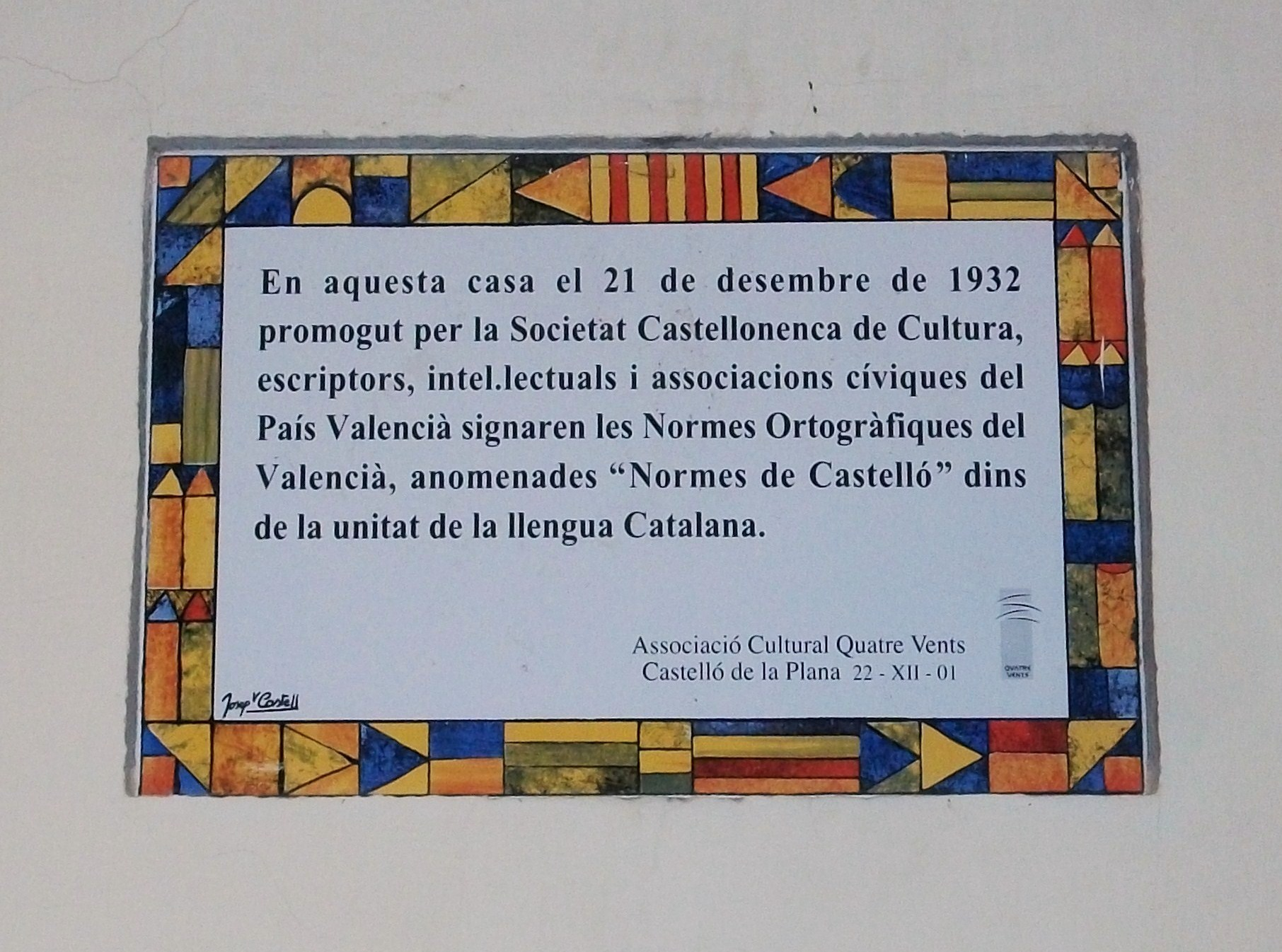
Placa conmemorativa de las Normas de Castellón situada en la fachada del edificio de la calle Cavallers de Castelló de la Plana, sede de la Societat Castellonenca de Cultura, en el que tuvo lugar su aprobación el 2 de diciembre de 1932.

El viernes 2 de diciembre de 1932 tuvo lugar en la sede de la Societat Castellonenca de Cultura la histórica reunión de los representantes de diversas instituciones valencianas que aprobaron las normas acordadas por la entidad anfitriona. No se levantó acta de la misma y la relación de asistentes solo se conoce por la noticia que publicó el diario Las Provincias días más tarde: Salvador Carreres, por parte del Centre de Cultura Valenciana; Joaquim Reig, de El Camí; Emili Gómez Nadal, de la Agrupació Valencianista Republicana; Adolf Pizcueta, de L'Estel; y Gaietà Huguet, Lluís Revest, Salvador Guinot y Àngel Sánchez Gozalbo, de la Societat Castellonenca de Cultura.
El 13 de enero de 1933 El Camí publicó un «Avís al escriptors valencians» para que estos se adhirieran a las normas aprobadas en Castellón, poniendo a su disposición un ejemplar de las mismas. Así fueron pasando por la redacción de la revista decenas de escritores («prácticamente todos los escritores en valenciano de la época, de cualquier tendencia artística y de todo el espectro político, desde conservadores, liberales o marxistas») y de representantes de las entidades y publicaciones valencianas para firmar al final del documento mecanografiado que llevaba por título «Bases per a la unificació de l'ortografia valenciana». Por otro lado, el documento llevaba la fecha del 21 de diciembre, y no la del 2 de diciembre que fue cuando realmente fue aprobado. Según Josep Daniel Climent, se trataría de «una fecha simbólica, que seguramente correspondía a la fecha de la redacción elaborada por Lluís Revest», pero «ha de quedar claro que el 21 de diciembre no hubo ninguna reunión de entidades culturales y escritores en Castellón de la Plana, ni ningún aplec multitudinario ni asamblea de extensa participación», advierte asimismo Climent.
La entidad que más se resistió a sumarse al acuerdo fue Lo Rat Penat ya que seguía defendiendo las Normas de 1914 elaboradas por el padre Fullana, pero que prácticamente ningún escritor había seguido. La situación cambió cuando el 22 de diciembre de 1932 fue elegido como nuevo presidente Nicolau Primitiu Gómez Serrano y en la primera reunión de la Junta de Gobierno celebrada el 10 de enero de 1933 se acordó «aceptar las normas ortográficas para estudiarlas por la Sección de Filología y los socios que lo pidan». Finalmente se firmaron pero en una hoja aparte en la que se incluyó una nota de protesta por no haber sido invitada la entidad a las elaboración de las mismas, y ni siquiera ser consultada, «siendo la más antigua sociedad valencianista, que tanto ha hecho por la renaixença valenciana», y que finalizaba diciendo que «como su misión fue, es y debe de continuar siendo de concordia de la gran familia valenciana y más todavía entre las diversas tendencias culturales y políticas, las acepta a título como son de provisionales para que sean lo más unánimes que se pueda y alcancen el éxito que es de desear». A pesar de las reticencias iniciales Lo Rat Penat participó en la difusión de las normas e incluso en el concurso de llibrets de falla para el año 1933 exigió que fueran redactados con la nueva normativa.

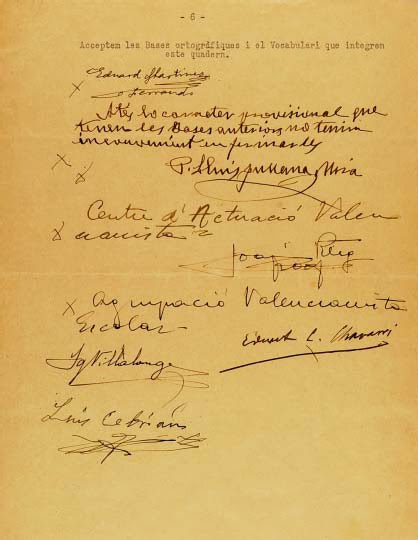
Primera página del apartado de las firmas, en la que aparece la rúbrica del padre Lluís Fullana i Mira con la apostilla (en valenciano): «Dado el carácter provisional que tienen las bases anteriores no tenemos inconveniente en firmarlas».

En cuanto al padre Lluís Fullana i Mira, este acabó firmando el acuerdo, tras dirigirse a él Adolf Pizcueta y Nicolau Primitiu Gómez, entre otros, para que apoyara las normas en aras del consenso, y se tuvo con él la deferencia de reservarle el primer lugar en la lista de signatarios. Eso sí dejó claro que «dado el carácter provisional que tienen las bases anteriores no tenemos inconveniente en firmarlas». Los impulsores del acuerdo agradecieron el esfuerzo de unidad que habían hecho tanto el padre Fullana como Lo Rat Penat. El Camí lo calificó como un «gesto tolerante, moderno y patriótico». Al que no se pudo convencer fue a Josep Maria Bayarri que fue el único escritor importante que no se sumó al acuerdo y mantuvo su personalísimo sistema ortográfico (que había dado a conocer en 1922 en el opúsculo Pera esqriure el valencià ['Para escribir el valenciano']).

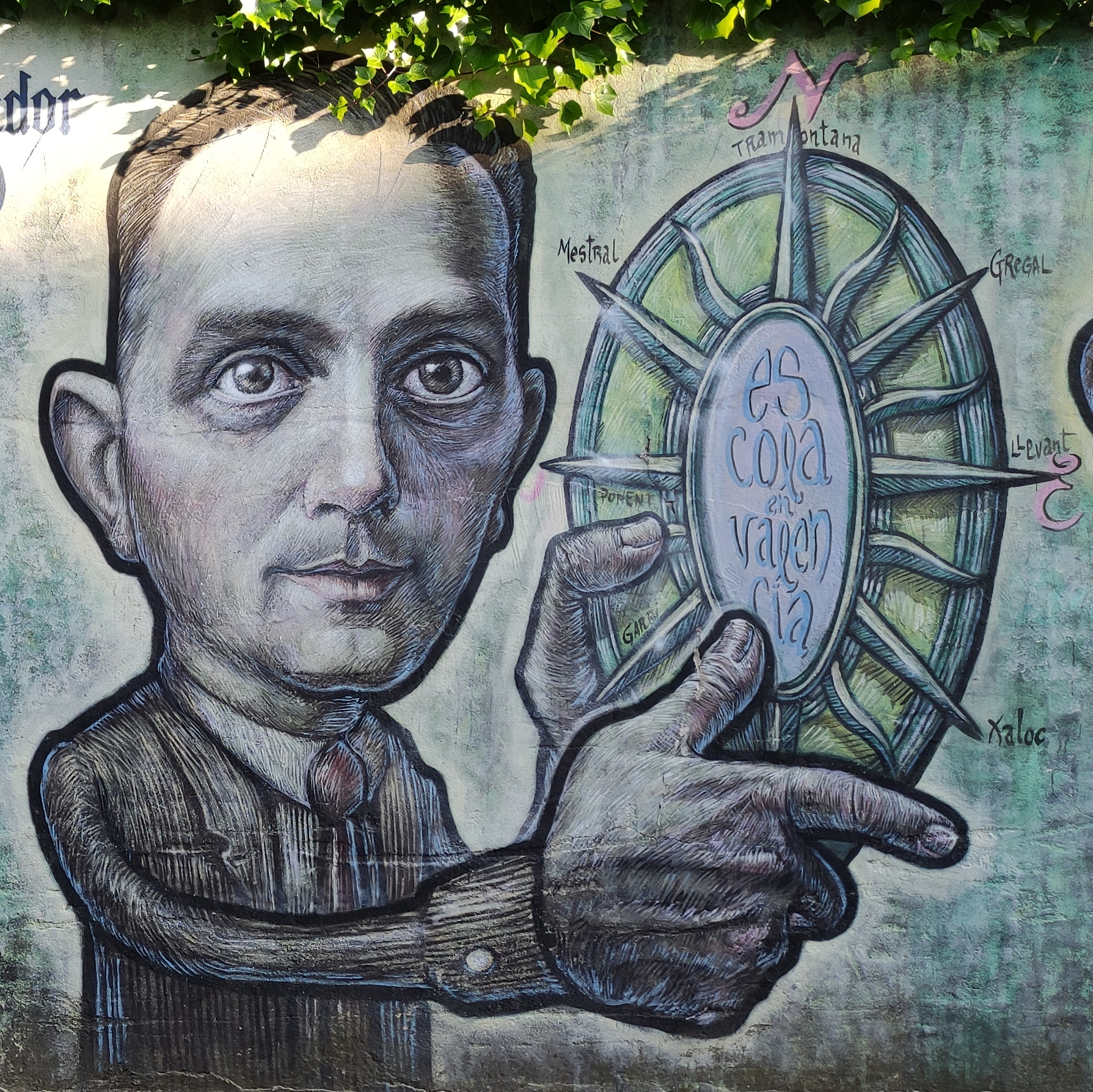
Retrato de Carles Salvador realizado por Toni Espinar en su Mural Literari de Muro de Alcoy (2016-2018).

El texto definitivo de las normas con el título «Declaració i Normes Ortogràfiques» fue publicado en el Vocabulari ortogràfic valencià elaborado por Carles Salvador y publicado por la editorial L'Estel en marzo de ese mismo año. En la «Declaració» se justificaba la necesidad de dotarse de un sistema ortográfico unitario, destacando dos cualidades: ser fruto de un acuerdo transaccional entre «los escritores e investigadores del País Valenciano [y] las Corporaciones y publicaciones más preparadas de nuestra tierra», y su sencillez y utilidad. También se remarcaba su carácter provisional porque corresponderá a las nuevas generaciones el «cuidado y la misión, bastante pesada y bastante larga, de ir rectificando y mejorando» el sistema creado. La «Declaració» comenzaba diciendo:

És un fet acceptat hui per casi bé tots, que la llengua pròpia és la més alta manifestació de la personalitat d'un poble i que aquells pobles que han recobrat la seua consciència com a tals no sols s'entreguen a l'ús del seu propi parlar, sinó que aspiren a la seua màxima depuració como a fenomen cultural i com a prova que volen tornar a ser ells mateixos.
Es un hecho aceptado hoy por casi todos, que la lengua propia es la más alta manifestación de la personalidad de un pueblo y que aquellos pueblos que han recobrado su conciencia como tales no solo se entregan al uso de su propia habla, sino que aspiran a su máxima depuración como fenómeno cultural y como prueba de que quieren volver a ser ellos mismos.

Las Normas también fueron dadas a conocer por diversas publicaciones valencianas del momento como los Anales del Centre de Cultura Valenciana, el Butlletí de la Societat Castellonenca de Cultura o el Almanaque de Las Provincias para 1934, y otras, aunque no las reprodujeron, manifestaron su adhesión a ellas y felicitaron a sus promotores y firmantes, como el Diario de Valencia o Las Provincias. El Ayuntamiento de Valencia las publicó en forma de folleto con motivo de la Fiesta del Libro de 1933 con el título Normes d'ortografia valenciana, aunque no incluía la «Declaració» ni la relación de firmantes e iba encabezado por un «Advertiment» ('Advertencia') que comenzaba diciendo: «Una de las causas que han dificultado el uso escrito de la lengua valenciana, ha sido la falta de unidad ortográfica, por la que han propugnado siempre los amantes de nuestra habla sin que nunca se hubiera podido llegar a un acuerdo, acuerdo al que hace poco han llegado entidades y escritores autorizados». Además el Ayuntamiento creó una Oficina de Llengua Valenciana con el objetivo de que «se redacten correctamente todos los escritos que lo hayan de ser en lengua valenciana».
Las Normas de Castellón, que estaban basadas en las normas publicadas en la «Exposició de l'Ortografia Catalana» que encabezaba el Diccionari Ortogràfic de Pompeu Fabra de 1917 adaptándolas al valenciano, tuvieron una rápida aceptación por la práctica totalidad de autores, publicaciones y entidades valencianas. En abril de 1937, en plena guerra civil, el recién creado Institut d'Estudis Valencians las adoptó como normas oficiales para el valenciano, a propuesta de Carles Salvador. «La barbarie bélica, sin embargo, truncó la consolidación de esta incipiente academia valenciana de la lengua, aunque durante todo el periodo de la dictadura franquista los escritores valencianos se mantuvieron fieles al compromiso adquirido en 1932», ha señalado Josep Daniel Climent.

## Personalidades que firmaron el acuerdo (por orden alfabético)
En el Vocabulari Ortogràfic de Carles Salvador aparecen 52 signatarios de las Normas a los que hay que añadir los nueve de la Junta de Gobierno de Lo Rat Penat que no figuran al haber firmado en una hoja aparte, lo que da un total de 61. La lista estaba encabezada por el padre Lluís Fullana Mira, como reconocimiento al esfuerzo que había hecho para sumarse al consenso alcanzado en Castellón. Aquí se relacionan los 61 firmante por orden alfabético:
- Francesc Alcayde Vilar
- Maximilià Alloza Vidal
- Francesc Almela i Vives
- Pasqual Asins i Lerma
- Emili Baró Bori
- Joan Beneyto i Pérez
- Francesc Bosch Morata
- Francesc Caballero Muñoz
- Emili Calduch Font
- Francesc Carreres de Calatayud
- Salvador Carreres Zacarés
- Angelí Castañer i Fons
- Lluís Cebrián Ibor
- Lluís Cebrián Mezquita
- Emili Cebrián Navarro
- Manuel Cervera
- Enric Duran i Tortajada
- Ferran Escrivà i Cantos
- Francisco Figueras Pacheco
- Lluís Fullana Mira
- Honori Garcia i Garcia
- Francesc Garcia Gascón
- Josep Gasch Juan
- Emili Gómez Nadal
- Constantí Gómez Salvador
- Nicolau Primitiu Gómez Serrano
- Salvador Guinot Vilar
- Ramon Maria Huguet Juan
- Gaetà Huguet Segarra
- Antoni Igual Úbeda
- Teodor Llorente i Falcó
- Eduard López-Chávarri
- Miquel Martí Esteve
- Eduard Martínez Ferrando
- Francesc Martínez i Martínez
- Felipe Mateu Llopis
- Enric Navarro i Borràs
- Bernat Ortín Benedito
- Josep Pasqual Tirado
- Miquel Peña Masip
- Adolf Pizcueta i Alfonso+
- Joan Baptista Porcar i Ripollès
- Ferran Pròsper Lana
- Joaquim Reig i Rodríguez
- Lluís Revest i Corzo
- Àngel Sánchez Gozalbo
- Lluís Sales Boli
- Carles Salvador i Gimeno
- Vicent Sanchis Sugráñez
- Manuel Sanchis Guarner
- Josep Sanchis Sivera
- Ricard Sanmartín Bargues
- Joan Simón i Matutano
- Enric Soler i Godes
- Llorenç Sorlí i Ballester
- Manel Tetuà Cases
- Maximilià Thous Orts
- Maximilià Thous Llorens
- Leopold Trènor i Palavicino
- Emili Vilella Garcia
- Ignasi Villalonga i Villalba

## Entidades y publicaciones que aceptaron las Normas
Entre las entidades y publicaciones que aceptaron las normas también se encuentran las más representativas del momento:
- Societat Castellonenca de Cultura
- Centre de Cultura Valenciana
- Seminari de Filologia de la Universidad de Valencia
- Lo Rat Penat
- Agrupació Valencianista Republicana
- Unió Valencianista
- Centre d'Actuació Valencianista
- Agrupació Valencianista Escolar
- Centre Valencianista d'Alcoi
- Centre Valencianista de Bocairent
- Centre Valencianista de Cocentaina
- Joventut Valencianista Republicana de Manises
- Editorial L'Estel
- Setmanari El Camí

Lo Rat Penat fue, entonces, la entidad que más esfuerzos hizo en divulgar la nueva normativa hasta que posteriormente con la llegada de la llamada Transición después de la muerte de Franco a mediados de los años 1970 tomó una actitud crítica que provocó la expulsión o dimisión de algunos de sus dirigentes como Enric Soler i Godes, uno de los firmantes de dichas normas.